# Anathema
Gli Anathema sono un gruppo musicale rock progressivo britannico, originario di Liverpool.
Agli inizi della loro carriera hanno contribuito a sviluppare, insieme a Paradise Lost e My Dying Bride, il genere death doom metal. Tuttavia, in un percorso di continua evoluzione e ricerca, si sono distaccati dalle sonorità più cupe degli esordi per sviluppare ad ogni nuova uscita un suono più atmosferico e affine a sonorità rock progressivo e art rock.

## Storia

### Primi anni (1990-1992)
Gli Anathema si sono formati a Liverpool nel 1990 sotto il nome Pagan Angel per iniziativa dei fratelli Daniel e Vincent Cavanagh e John Douglas. Nel novembre di quell'anno la band ha registrato il suo primo demo, intitolato An Iliad of Woes, pubblicato già con il nome definitivo di Anathema.
Il demo catturò l'attenzione di alcune band della scena metal britannica, facendo sì che gli Anathema partecipassero a concerti di gruppi più noti, tra cui Bolt Thrower e Paradise Lost. Gli Anathema portarono grande attenzione su di sé con il secondo demo All Faith Is Lost, che procurò loro un contratto per quattro album con la Peaceville Records.
Nel novembre 1992 uscì l'EP di debutto The Crestfallen EP, promosso da un tour con i Cannibal Corpse. In questo periodo gli Anathema suonano un death metal con ritmi tipicamente doom con venature gothic.

### SerenadeseThe Silent Enigma(1993-1995)
Nel 1993 gli Anathema pubblicarono l'album di debutto Serenades, che attirò l'attenzione della critica specializzata, tanto che un loro video musicale, Sweet Tears, raggiunse la classifica di MTV.
Il 1994 fu l'anno del loro primo tour europeo, a cui seguirono alcuni concerti all'Indipendent Rock Festival in Brasile. Nel frattempo il gruppo registra l'EP Pentecost III, della durata complessiva di oltre quaranta minuti (tanto da venir legittimamente considerato un vero e proprio album in studio) e caratterizzato da un cantato più melodico di Darren White. Intorno allo stesso periodo, White lasciò il gruppo, il quale decise che il chitarrista Vincent Cavanagh avrebbe dovuto ricoprire il ruolo di cantante. La nuova formazione debuttò in tour con i Cathedral nel Regno Unito.
Più tardi, in quello stesso anno, la band registrò The Silent Enigma, l'album si spostò su lidi gothic e segnò un'importante svolta nella loro carriera. Vi fu un parziale ritorno al growl, alternato a un cantato più melodico. Inoltre, abbandonate le tematiche mitologiche, i testi si snodano in argomenti più vicini alla quotidianità, di carattere emotivo-esistenziale, ed acquisirono un vocabolario più aulico. Il tutto accompagnato da una maggior raffinatezza nelle orchestrazioni e ad un forte patetismo.

### EternityeAlternative 4(1996-1998)
Nel 1996 fu la volta del terzo album in studio Eternity, che segna il completo abbandono della componente death nel gothic metal del gruppo, con il passaggio ad una voce più pulita e a sonorità ambient. Il secondo membro a lasciare gli Anathema fu il batterista John Douglas nell'estate del 1997 per problemi di droga; fu sostituito dall'ex batterista dei Solstice, Shaun Steels.
Alternative 4 uscì nel 1998 ed in questo periodo la formazione della band cambiò notevolmente. Il bassista Duncan Patterson lasciò gli Anathema per divergenze musicali e fu sostituito da Dave Pybus. Martin Powell, tastierista dei My Dying Bride, entrò a far parte degli Anathema e Douglas tornò nella posizione di batterista. Il sound continua nella strada di Eternity, con una maggior melodia, sia dal punto di vista vocale che da quello strumentale.

### Periodo con la Music for Nations (1999-2003)
Nel 1999 gli Anathema siglarono un contratto discografico con la Music for Nations, con la quale pubblicarono nel giugno dello stesso anno il quinto album in studio Judgement. Tale disco segnò un distacco completo dalle precedenti sonorità doom e gothic metal, con canzoni molto più lente e sperimentali maggiormente influenzate dalle musiche di gruppi quali Pink Floyd e Radiohead. Durante lo stesso periodo, Martin Powell si scambiò con il tastierista dei Cradle of Filth Les Smith, che diventò membro stabile degli Anathema.
Poco prima dell'uscita del sesto album A Fine Day to Exit, il 12 luglio 2001 il bassista Dave Pybus abbandonò la formazione, entrando successivamente nei Cradle of Filth. Per la promozione dell'album gli Anathema decisero di pubblicare come primo singolo Pressure, cancellandolo a seguito del rifiuto da parte di MTV di trasmettere il relativo video, nonché a quello delle stazioni radiofoniche che giudicarono il brano «troppo lento».
Il 24 marzo 2002 Daniel Cavanagh lasciò gli Anathema per suonare con gli Antimatter, ma fece ritorno il 9 aprile dello stesso anno, coinvolgendo il fratello Jamie al basso. La formazione, una volta completa, si riunì per registrare e pubblicare il settimo album in studio A Natural Disaster, seguito da una tournée europea.

### We're Here Because We're HereeHindsight(2004-2010)
Il 2 agosto 2004 l'accordo con la Music for Nations scadde, lasciando gli Anathema senza un'etichetta discografica. Nel periodo successivo iniziarono le fasi di composizione per un eventuale ottavo album in studio, il quale vide il coinvolgimento di tutti i componenti del gruppo, ampliatosi nel settembre 2005 con l'inclusione della cantante Lee Douglas, sorella di John.
Durante l'esibizione a Londra del 19 settembre 2005, il gruppo ha presentato per la prima volta dal vivo alcuni brani inediti, tra cui Everything e A Simple Mistake. Il primo fu pubblicato per il download gratuito dalla band attraverso il proprio sito il successivo 18 aprile 2006, dopo aver scartato l'idea di pubblicare un EP di tre brani sull'iTunes Store, mentre il secondo è stato distribuito gratuitamente a fine luglio 2006.
Il 10 dicembre 2006 Daniel Cavanagh ha annunciato la lista tracce dell'ottavo album, provvisoriamente intitolato Everything e da lui definito «il più grande lavoro che abbiamo mai fatto»; concetto ribadito anche dal frontman Vincent Cavanagh e dal bassista Jamie Cavanagh. Il 24 novembre 2007 il gruppo ha pubblicato gratuitamente il brano Angels Walk Among Us, dopo aver annunciato il cambio momentaneo del nome dell'album in Paradigm Shift.
Nel 2008 gli Anathema rivelarono di essere al lavoro anche su un album acustico, provvisoriamente intitolato Temporary Peace e composto da rifacimenti di brani già pubblicati. In seguito ridenominato Hindsight, il disco è stato pubblicato l'11 agosto dalla Kscope e vede anche la partecipazione di Dave Wesling al violoncello.
Nel novembre 2008 Daniel Cavanagh, nel corso di un'intervista, ha rivelato il coinvolgimento di Steven Wilson nelle fasi di missaggio dell'ottavo album, il cui titolo è stato cambiato da Paradigm Shift a Horizons nel maggio scorso.

Il 28 aprile 2010 l'album è stato annunciato con il nome definitivo di We're Here Because We're Here, il cui significato è stato spiegato da Vincent Cavanagh:

### Weather Systems(2012-2013)
Il 16 aprile 2012 hanno pubblicato il loro nono album, intitolato Weather Systems, che ha ottenuto un ottimo successo di vendita e critiche entusiastiche da parte della stampa musicale. Durante la tournée promozionale del disco, il 22 settembre dello stesso anno il gruppo ha tenuto un concerto speciale a Plovdiv (Bulgaria), evento immortalato dapprima nel doppio vinile Untouchable e successivamente anche in formato audio/video nell'album dal vivo Universal, uscito nel settembre 2013.

### Distant Satellites(2014-2015)
Il 9 giugno 2014 è uscito il decimo album della band, intitolato Distant Satellites, che ripropone in parte le sonorità del precedente album, sviluppandosi inoltre su sonorità elettroniche, specialmente nella seconda parte dell'album.
Il 7 marzo 2015 il gruppo si è esibito in un concerto dal vivo tenutosi all'interno della cattedrale di Liverpool, dal quale è stato registrato l'album dal vivo A Sort of Homecoming.

### The Optimiste la pausa (2017-2020)
Il 9 giugno 2017 è stata la volta dell'undicesimo album The Optimist. L'album presenta un ulteriore aggiornamento nel suono della band, più moderno ed elettronico rispetto ai precedenti album, strada comunque parzialmente intrapresa già dal precedente Distant Satellites. Secondo le dichiarazioni della band l'album è un concept legato alle tematiche dell'album del 2001 A Fine Day to Exit.
Il disco è stato anticipato dalla pubblicazione di due singoli, entrambi per il download digitale (Springfield e Can't Let Go) ed è stato promosso nello stesso anno da una tournée mondiale svoltasi tra giugno e novembre. Tra settembre e ottobre 2018 hanno intrapreso in alcune città europee l'Ambient Acoustic Tour, proponendo versioni acustiche del loro catalogo.
Nel gennaio 2019 si sono esibiti in Sud America attraverso l'Acoustic Resonance, durante il quale Daniel e Vincent Cavanagh sono stati accompagnati dall'ex bassista Duncan Patterson per eseguire alcuni brani tratti dal quarto album Alternative 4 al fine di celebrare i vent'anni dalla sua pubblicazione. Durante l'estate sono tornati in Europa per una serie di concerti, mentre nell'ottobre di tale anno hanno annunciato per marzo 2020 una tournée per celebrare i dieci anni di We're Here Because We're Here, tuttavia cancellato a causa della pandemia di COVID-19; nonostante il posticipo di tale tour per il 2021, il 22 settembre gli Anathema ne hanno annunciato la definitiva cancellazione e rivelato di prendersi una pausa a tempo indeterminato.

## Formazione
Attuale
- Vincent Cavanagh – voce (1995-presente), chitarra (1990-presente), tastiera (2011-presente)
- Daniel Cavanagh – chitarra e voce (1990-2002, 2002-presente), tastiera (2011-presente)
- Jamie Cavanagh – basso (1990-1991, 2001-presente)
- John Douglas – batteria (1990-1997, 1998-presente), percussioni acustiche ed elettroniche e tastiera (2014-presente)
- Lee Douglas – voce (2010-presente)
- Daniel Cardoso – batteria (2014-presente), tastiera (2011-presente)

Ex-componenti
- Darren White – voce (1990-1995)
- Duncan Patterson – basso (1991-1998)
- Shaun Steels – batteria (1997-1998)
- Dave Pybus – basso (1998-2001)
- Les Smith – tastiera (2000-2011)

## Discografia

### Album in studio
- 1993 – Serenades
- 1995 – The Silent Enigma
- 1996 – Eternity
- 1998 – Alternative 4
- 1999 – Judgement
- 2001 – A Fine Day to Exit
- 2003 – A Natural Disaster
- 2010 – We're Here Because We're Here
- 2012 – Weather Systems
- 2014 – Distant Satellites
- 2017 – The Optimist

### Album dal vivo
- 2013 – Untouchable
- 2015 – A Sort of Homecoming

### Raccolte
- 2001 – Resonance
- 2002 – Resonance 2
- 2008 – Hindsight
- 2011 – Falling Deeper
- 2015 – Fine Days: 1999 - 2004
- 2018 – Internal Landscapes 2008-2018

### EP
- 1992 – The Crestfallen EP
- 1995 – Pentecost III

## Videografia
- 1997 – A Vision of a Dying Embrace
- 2004 – Were You There?
- 2006 – A Moment in Time
- 2013 – Universal
- 2015 – A Sort of Homecoming